# 9196 Sukagawa
9196 Sukagawa este un asteroid din centura principală de asteroizi.

## Descriere
9196 Sukagawa este un asteroid din centura principală de asteroizi. A fost descoperit pe 27 noiembrie 1992 la Geisei de Tsutomu Seki. El prezintă o orbită caracterizată de o semiaxă mare de 2,21 ua, o excentricitate de 0,07 și o înclinație de 3,4° în raport cu ecliptica.